# Мурзинка (станция)
Мурзи́нка — станция Нижнетагильского региона Свердловской железной дороги на линии Екатеринбург — Нижний Тагил. Расположена в посёлке Мурзинка Новоуральского городского округа Свердловской области. Входит в Нижнетагильский центр организации работы железнодорожных станций ДЦС-4 Свердловской дирекции управления движением. По характеру работы является промежуточной, по объёму работы отнесена к 4 классу.
На станции две низкие пассажирские платформы: 1-я — береговая (в сторону Екатеринбурга) расположена напротив пассажирского здания у 1-го (4-го станционного) пути; 2-я — островная (в сторону Нижнего Тагила) расположена на некотором удалении от станционных зданий (около 150 м к северу) между I (главным) и 5 станционным путями (3 и 4 от здания вокзала соответственно).
Имеется деревянное здание вокзала с печным отоплением и кирпичное здание поста ЭЦ. Здание вокзала для обслуживания пассажиров закрыто, продажа билетов не производится. На 1-й платформе дополнительно установлен металлический навес со скамейками.
В нечётной горловине с востока к станции примыкает подъездной путь Калиновского химического завода, в чётной горловине — путь тяговой подстанции ЭЧ-7.

## Пригородное сообщение
|  |

Пассажирское сообщение по станции представлено пригородными электропоездами, курсирующими на участке Екатеринбург-Пассажирский — Нижний Тагил, за исключением поездов «Ласточка»/«Финист». В отдельное время курсируют маршруты до станций Керамик, Камышлов и Каменск-Уральский.